# Provinciale wegen in Saskatchewan
De provinciale wegen in Saskatchewan vormen het enige wegnummeringssysteem van deze Canadese provincie. De nummering is onderverdeeld in zeven lagen:
- 1-99: de belangrijkste wegen
- 100-199: belangrijke wegen in het dunbevolkte noorden, meestal een verlenging van een weg uit de eerste laag.
- 200-299: wegen naar recreatiegebieden
- 300-399: wegen naar kleinere nederzettingen
- 600-699: kleinere noord-zuidwegen, de nummers lopen op richting het westen
- 700-799: kleinere oost-westwegen, de nummers lopen op richting het noorden
- 900-999: wegen naar kleine nederzettingen in het dunbevolkte noorden

De eerste vier lagen worden gekenmerkt door een blauw schildje en het cijfer in wit, terwijl de laatste drie lagen een wit schildje hebben met het cijfer in blauw. De Highway 1 en 16 hebben, als onderdeel van de Trans-Canada Highway, een groen schildje.

Een Trans-Canada Highway-schildje
Een blauw schildje
Een wit schildje

## Lijst

### 0-99
| Schild | Nummer | Route                                                      | Lengte | Opmerkingen                                                                |
| ------ | ------ | ---------------------------------------------------------- | ------ | -------------------------------------------------------------------------- |
|        | 1      | Manitoba - Regina - Moose Jaw - Swift Current - Alberta    | 651 km | Onderdeel van de Trans-Canada Highway                                      |
|        | 2      | Verenigde Staten - Moose Jaw - Prince Albert - La Ronge    | 809 km | Onderdeel van de CanAm Highway, deels bekend als Veterans Memorial Highway |
|        | 3      | Alberta - Prince Albert - Melfort - Manitoba               | 615 km | Onderdeel van de CanAm Highway                                             |
|        | 4      | Verenigde Staten - Swift Current - Battleford - Grieg Lake | 655 km |                                                                            |
|        | 5      | Saskatoon - Manitoba                                       | 393 km |                                                                            |
|        | 6      | Verenigde Staten - Regina - Choiceland                     | 517 km | Onderdeel van de CanAm Highway                                             |
|        | 7      | Saskatoon - Alberta                                        | 263 km |                                                                            |

1 
· 2 
· 3 
· 4 
· 5 
· 6 
· 7 
· 8 
· 9 
· 10 
· 11 
· 12 
· 13 
· 14 
· 15 
· 16 
· 16A 
· 16B 
· 17 
· 18 
· 19 
· 20 
· 21 
· 22 
· 23 
· 24 
· 25 
· 26 
· 27 
· 28 
· 29 
· 30 
· 31 
· 32 
· 33 
· 34 
· 35 
· 36 
· 37 
· 38 
· 39 
· 40 
· 41 
· 41A 
· 42 
· 43 
· 44 
· 45 
· 46 
· 47 
· 48 
· 49 
· 51 
· 52 
· 54 
· 55 
· 56 
· 57 
· 58 
· 60 
· 80 
· 99 
· 102 
· 106 
· 120 
· 123 
· 135 
· 155 
· 165 
· 167
201 
· 202 
· 209 
· 210 
· 211 
· 212 
· 219 
· 220 
· 221 
· 224 
· 225 
· 229 
· 240 
· 247 
· 255 
· 263 
· 264 
· 265 
· 271 
· 301 
· 302 
· 303 
· 304 
· 305 
· 306 
· 307 
· 308 
· 309 
· 310 
· 312 
· 316 
· 317 
· 318 
· 320 
· 321 
· 322 
· 324 
· 332 
· 334 
· 335 
· 339 
· 340 
· 342 
· 343 
· 349 
· 350 
· 354 
· 355 
· 357 
· 358 
· 361 
· 362 
· 363 
· 364 
· 365 
· 367 
· 368 
· 369 
· 371 
· 373 
· 374 
· 375 
· 376 
· 377 
· 378 
· 379 
· 381 
· 394 
· 396 
· 397
600 
· 601 
· 603 
· 604 
· 605 
· 606 
· 610 
· 611 
· 612 
· 614 
· 615 
· 616 
· 617 
· 619 
· 620 
· 621 
· 623 
· 624 
· 627 
· 628 
· 630 
· 631 
· 633 
· 635 
· 637 
· 638 
· 639 
· 640 
· 641 
· 642 
· 643 
· 644 
· 645 
· 646 
· 647 
· 649 
· 650 
· 651 
· 653 
· 654 
· 655 
· 656 
· 657 
· 658 
· 659 
· 660 
· 661 
· 662 
· 663 
· 664 
· 665 
· 667 
· 668 
· 669 
· 670 
· 671 
· 672 
· 673 
· 674 
· 675 
· 676 
· 677 
· 678 
· 679 
· 680 
· 681 
· 682 
· 683 
· 684 
· 685 
· 686 
· 687 
· 689 
· 690 
· 691 
· 692 
· 693 
· 694 
· 695 
· 696 
· 697 
· 698 
· 699 
· 702 
· 703 
· 704 
· 705 
· 707 
· 709 
· 711 
· 715 
· 716 
· 717 
· 718 
· 720 
· 721 
· 722 
· 724 
· 725 
· 726 
· 727 
· 728 
· 730 
· 731 
· 732 
· 733 
· 734 
· 735 
· 737 
· 738 
· 741 
· 743 
· 745 
· 747 
· 749 
· 751 
· 752 
· 753 
· 754 
· 755 
· 756 
· 758 
· 761 
· 762 
· 763 
· 764 
· 766 
· 767 
· 768 
· 771 
· 772 
· 773 
· 776 
· 777 
· 778 
· 780 
· 781 
· 782 
· 783 
· 784 
· 785 
· 786 
· 787 
· 788 
· 789 
· 790 
· 791 
· 792 
· 793 
· 794 
· 795 
· 796 
· 797 
· 798 
· 799 
· 903 
· 904 
· 905 
· 908 
· 909 
· 910 
· 911 
· 912 
· 913 
· 914 
· 915 
· 916 
· 917 
· 918 
· 919 
· 920 
· 921 
· 922 
· 923 
· 924 
· 925 
· 926 
· 927 
· 928 
· 929 
· 930 
· 931 
· 932 
· 933 
· 934 
· 935 
· 936 
· 937 
· 938 
· 939 
· 940 
· 941 
· 942 
· 943 
· 945 
· 946 
· 950 
· 951 
· 952 
· 953 
· 954 
· 955 
· 956 
· 962 
· 963 
· 964 
· 965 
· 966 
· 967 
· 968 
· 969 
· 970 
· 980 
· 981 
· 982 
· 983 
· 984 
· 994 
· 995 
· 999